# María Penella
María Penella(Cidade do México, 18 de setembro de 1996) é uma atriz de teatro e televisão mexicana. É neta do comediante Roberto Gómez Bolaños.

## Biografia
María neta de Chespirito começou sua carreira artística em 2009, com apenas treze anos, na obra de teatro El diario de Ana Frank. Desde então, participou em numerosas obras teatrais, como Anita la huerfanita, Pequeña Voz o El hombre de la Mancha.
Em 2021 atua na telenovela ¿Te acuerdas de mí?, junto de Gabriel Soto e Fatima Molina, que são os protagonistas da trama.

## Filmografia

### Televisão
- Regalo de amor (2025) - Tomasa Rosales Guerrero
- Mujer de nadie (2022) - Casilda Gómez
- Te acuerdas de mí (2021) - Marina Cáceres Castillo
- Cómo sobrevivir soltero (2020) - Poli
- El hotel de los secretos (2016) - Rocío

### Cinema
- Vale la pena (2016) - Maria
- Mr. S (2013) - Social Worker

## Teatro
- Las Lobas (2023)
- Pequeña voz (2019)
- Noches de Reyes (2018)
- 200 veces París (2018)
- No la vi venir (2017)
- El hombre de la Mancha (2016-2017)
- Anita la huerfanita (2016)
- Casi normales (2014-2018)
- El diario de Ana Frank (2009) - Ana Frank

## Prêmios e Indicações

### Prêmios Metropolitanos de Teatro
| Ano  | Prêmio    | Categoria             | Indicação              | Resultado |
| ---- | --------- | --------------------- | ---------------------- | --------- |
| 2019 | Los Metro | Melhor atriz feminina | Casi normales          | Venceu    |
| 2018 | Los Metro | Melhor atriz feminina | El hombre de la Mancha | Venceu    |